# Marie-Françoise Roy
Marie-Françoise Roy (geboren 28 april 1950 in Parijs) is een Franse wiskundige die bekend staat om haar werk in de reële algebraïsche meetkunde. Ze is sinds 1985 hoogleraar wiskunde aan de Universiteit van Rennes I en werd in 2009 benoemd tot Chevalier van het Franse Legioen van Eer.

## Onderzoek
Roy werkt in de reële algebraïsche meetkunde, in het bijzonder in spectra. Sinds kort houdt Roy zich ook bezig met de complexiteit van algoritmen in de reële algebraïsche meetkunde en in toepassingen.

## Opleiding en loopbaan
Marie-Françoise Roy volgde een opleiding aan de École Normale Supérieure de jeunes filles en was in 1973 assistent-professor aan de Université Paris Nord. Zij promoveerde in 1980 aan de Université Paris Nord onder begeleiding van Jean Bénabou.
Vanaf 1981 bracht ze twee jaar door aan de Abdou Moumouni Universiteit in Niger. In 1985 werd zij professor aan de Universiteit van Rennes I in Rennes, Frankrijk.

## Dienst
Roy was van 2004 tot 2007 voorzitter van de Société Mathématique de France.
In 1986 was Roy één van de oprichters van European Women in Mathematics (EWM); van 2009-2013 was zij de voorzitter van EWM. In 1987 was ze medeoprichter van de Franse organisatie voor vrouwen in de wiskunde, Femmes et Mathématiques, en werd de eerste president van de organisatie. In 2004 ontving de organisatie een Irène Joliot-Curie-prijs.
Roy is wetenschappelijk medewerker voor Sub-Sahara Afrika in Centre International de Mathématiques Pures et Appliquées, CIMPA. Roy is voorzitter van Association d'Echanges Culturels Cesson Dankassari (Tarbiyya-Tatali), een organisatie die zich inzet voor gezamenlijke activiteiten in de gemeente Dan-Cassari in Niger en de Franse gemeente Cesson-Sévigné.

## Erkenning
In december 2022 ontving Roy een eredoctoraat van de Universiteit van Bath.

## Geselecteerde publicaties
- Met Saugata Basu, Richard Pollack: Algoritmen in reële algebraïsche meetkunde. Springer 2003. pdf-bestand vrij beschikbaar op de homepage van de auteur
- Met Jacek Bochnak, Michel Coste: Reële algebraïsche meetkunde. 2. Edition, Springer, Ergebnisse der Mathematik Bd. 36, 1998 (eerste in het Frans 1. uitgave 1987).
- Drie problemen in reële algebraïsche meetkunde en hun afstammelingen. In: Engquist, Schmid: Onbeperkte wiskunde - vanaf 2001 Springer Verlag 2000, S. 991 (Hilberts 17e probleem, algoritmen, topologie van reële algebraïsche variëteiten).
- Géométrie algébrique reelle. In: Jean-Paul Pier (Hrsg.): Ontwikkeling van de wiskunde 1950-2000. Birkhäuser, 2000.
- Inleiding a la geometrie algebrique reelle, Cahiers Sem. Hist. Wiskunde., 1991 Online